# اوپکانکول
اوپکانکول (به لاتین: Upkankul) یک منطقهٔ مسکونی در روسیه است که در باشقیرستان واقع شده‌است.